# Хатчинсон, Томас
Томас Хатчинсон (англ. Thomas Hutchinson; 9 сентября 1711, Бостон — 13 июня 1785, Бромптон) — американский государственный деятель, бизнесмен и историк. Был видным сторонником метрополии в годы, предшествовавшие Американской революции. Успешный торговец и политик, Хатчинсон был активен на высших постах в Массачусетсе, занимая должности лейтенанта-губернатора и губернатора провинции. Он был политически неоднозначной фигурой; несмотря на то, что Томас был противником прямого налогообложения колоний со стороны метрополии, Джон и Сэмюэль Адамсы считали его одним из основных поборников нелюбимых колонистами британских налогов. Хатчинсон был осуждён Фредериком Нортом, бывшим тогда британским премьер-министром, за весомый вклад в напряжённость, которая привела к войне за независимость США.
Особняк Хатчинсона в Бостоне был разграблен в ходе протестов против акта о гербовом сборе, принятого в 1765 году. Это причинило большой вред коллекции книг по ранней истории Массачусетса. Будучи исполняющим обязанности губернатора провинции, Хатчинсон подвергся нападению горожан после бостонской бойни, после чего Томас приказал перевести войска из столицы в Форт-Индепенденс. В мае 1774 году Хатчинсон был отправлен в отставку с поста губернатора и уехал в Великобританию, где стал советником правительства по североамериканским вопросам.

## Ранние годы
Томас Хатчинсон родился 9 сентября 1711 года в северном районе Бостона и был четвертом из двенадцати детей Томаса и Сары Фостер Хатчинсон. Он происходил от ранних поселенцев Новой Англии, включая Энн Хатчинсон и ее сына Эдварда Хатчинсона, а его родители были представителями состоятельных семей торговцев. Его отец был занят коммерческой деятельностью, но был активен и в политических, военных и благотворительных делах, служил в провинциальном собрании. 
Молодой Томас поступил в Гарвард-колледж в 12 лет и окончил его в 1727 году. Отец рано познакомил его с деловым миром, и он начал проявлять коммерческие способности. Согласно его автобиографическому очерку, Хатчинсон превратил скромный подарок от своего отца в пять центнеров рыбы в сумму в 400-500 фунтов стерлингов уже в 21 год. В 1732 году Томас сопровождал губернатора Джонатана Белчера в Каско-Бей для переговоров с абенаками и обратно в Массачусетс. В 1734 году он женился на Маргарет Сэнфорд, внучке губернатора штата Род-Айленд Пелега Сэнфорда. Семьи Сэнфорд и Хатчинсон имели долгую историю деловых и личных связей; Маргарет, по сути, была дальней родственницей Томаса. Брак обеспечил политический союз между Хатчинсонами и Эндрю и Питером Оливерами, который длился и после смерти Маргарет. Сестра Маргарет Мэри Сэнфорд (1713-1773) была второй женой Эндрю Оливера, а дочь Томаса Хатчинсона вышла замуж за сына Питера Оливера. Братья Оливер также были связаны с губернатором Массачусетса Белчером и заместителями губернатора Нью-Хэмпшира Уильямом Партриджем и Джорджем Воганом. У пары было двенадцать детей, только пятеро из которых дожили до совершеннолетия, Маргарет умерла в 1754 году от осложнений после родов.

## Законодатель и советник
В 1738 году Хатчинсон вошел в политику, будучи избранным в провинциальное собрание. Он высказался против практики выпуска векселей (как формы бумажной валюты), чье инфляционное падение привело к хаосу в экономике. Эта позиция была непопулярна среди большинства депутатов, и Хатчинсон был отозван из собрания на выборах 1739 года [14]. Он был отправлен в Англию в качестве агента, который должен был от имени владельцев недвижимости повлиять на решение короля Георга II относительно границы между Массачусетсом и Нью-Хэмпширом. Посольство Хатчинсона не увенчалось успехом.

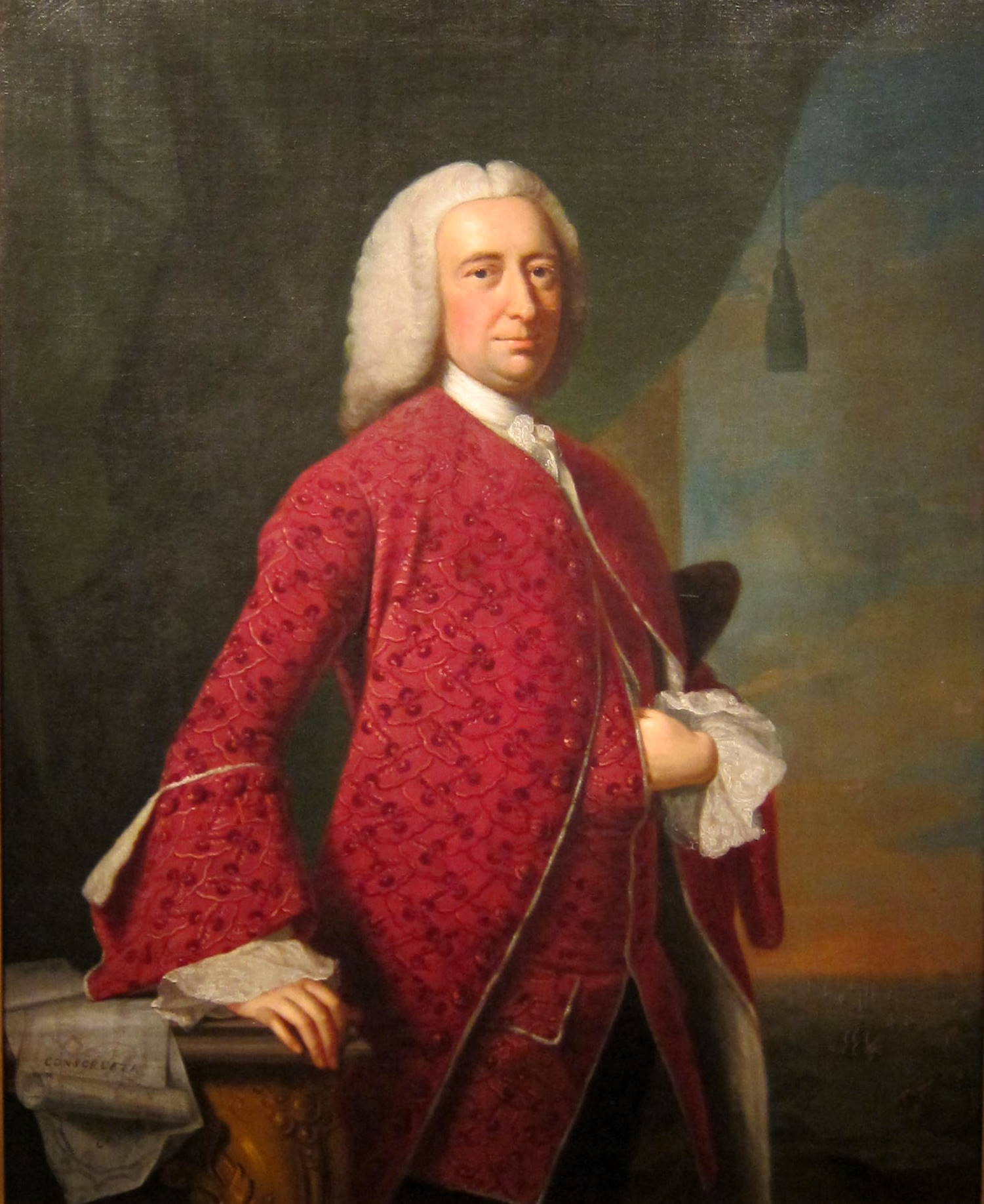
Губернатор Уильям Ширли

В 1742 году Хатчинсон снова был избран в собрание, где служил до 1749 года, будучи спикером с 1746 по 1749 год. Его постоянная пропаганда валютных реформ раздражала популистскую фракцию. Когда британское правительство выплатило Массачусетсу компенсацию за расходы на осаду Луисбург в 1745 году, Хатчинсон воспользовался этими деньгами, выплаченными в серебре, чтобы сократить объем бумажной валюты в провинции. Несмотря на значительную оппозицию, Хатчинсон успешно реализовал законопроект; он получил согласие губернаторского совета, а также подпись губернатора Уильяма Ширли. Многие из противников законопроекта были приятно удивлены, когда инициатива Хатчинсона не вызвала никаких финансовых потрясений, и его популярность возросла.
Несмотря на успех, Хатчинсон был исключен из собрания в 1749 году. Однако он был немедленно назначен на пост в губернаторском совете. В 1749 году он возглавил комиссию по заключению договора с индейцами в Мэне, который тогда был частью Массачусетса, и он служил в пограничных комиссиях для разрешения споров с Коннектикутом и Род-Айлендом. 

## Лейтенант-губернатор Массачусетса

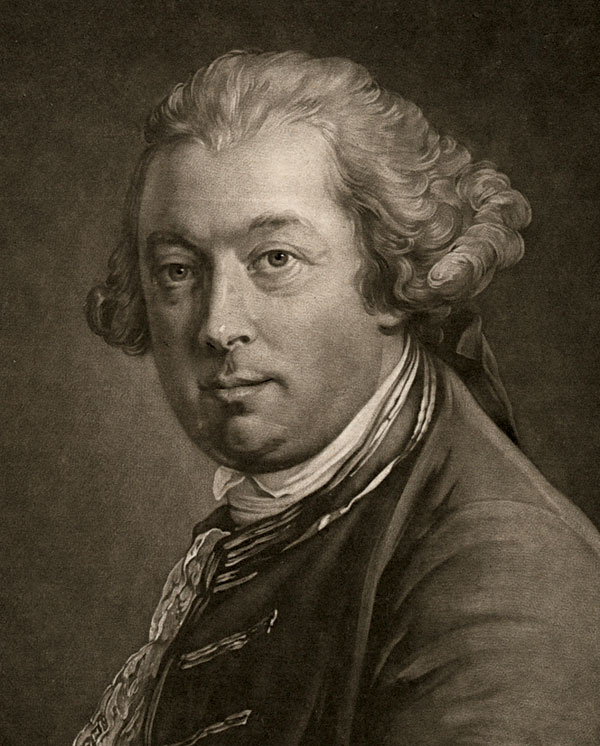
Губернатор Томас Паунэлл

Когда политические противники губернатора Ширли добились его отставки в 1757 году, Хатчинсон предложил свою кандидатуру на пост губернатора британскому главнокомандующему лорду Лоудону, рассчитывая на его протекцию. В течение этого времени Хатчинсон был ведущим политиком в провинции из-за возраста и немощи лейтенант-губернатора (заместителя) Спенсера Фипса. Заявка Хатчинсона была отклонена, но он получил назначение на пост лейтенант-губернатора в 1758 году. а губернатором стал Томас Паунэлл. Отношения Хатчинсона с Паунэллом были сложными, поскольку Паунэлл был одним из инициаторов смещения губернатора Ширли, под чьим покровительством Хатчинсон вошел в политическую элиту. Паунэлл стремился устранить влияние сторонников Ширли, иногда прося Хатчинсона обратиться против людей, которых тот ранее поддерживал. Паунэлл, чье недоверие к Хатчинсону было встречено взаимностью, был вынужден уехать в Англию в конце 1759 года. Он окончательно покинул провинцию 3 июня 1760 года, оставив Хатчинсона исполняющим обязанности губернатора. Спустя несколько месяцев новый губернатор Фрэнсис Бернард, прибыл, чтобы взять бразды правления. 
Одним из первых действий Бернарда было назначение Хатчинсона вместо Джеймса Отиса, старшего судьи Верховного суда Массачусетса. Это действие само по себе обратило лидеров фракции популистов Отиса и его сына Джеймса Отиса-младшего против Хатчинсона и Бернарда. Хатчинсон, не имевший какой-либо юридической подготовки, не искал этой должности, и некоторые молодые юристы провинции, особенно Джон Адамс, также были возмущены. 

### Налоги и Гербовый акт

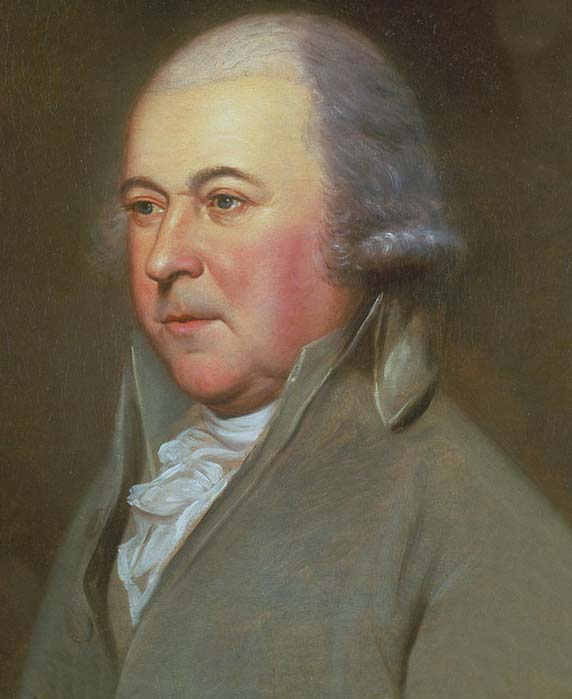
Джон Адамс

Когда в 1763 году в парламенте обсуждался Закон о сахаре, были выдвинуты предложения отправить Хатчинсона в Англию, чтобы представить оппозицию колонии этому закону. Губернатор Бернард, однако, возражал против отправки действующего лейтенант-губернатора, и законопроект в итоге был принят. Последовали многочисленные колониальные протесты, и Хатчинсон согласился с лидерами оппозиции, в частности, Отисом, которые начали использовать лозунг «никакого налогообложения без представительства». Однако в последующих дебатах между Хатчинсоном и другими лидерами собрания возникли разногласия по поводу превосходства парламента и возможности иметь там колониальное представительство, что усугублялось личной враждебностью, сложившейся между Хатчинсоном и Отисом. Во главе с Джеймсом Отисом-младшим и Оксенбриджем Тэчером антипарламентская фракция начала атаки на Хатчинсона. Он вначале игнорировал эти политические нападки, полагая, что его противники были введены в заблуждение. Биограф Эндрю Уолмсли отмечает, что Хатчинсон на этом этапе серьезно недооценил влияние этих нападок на создание единой оппозиции контролю со стороны короны и сложившуюся угрозу его авторитету.
В дебатах, предшествовавших принятию Гербового акта 1765 года, Хатчинсон и Бернард предупреждали Лондон о последствиях одобрения законопроекта. Известия об одобрении акта побудили одного из главных противников Хатчинсона в собрании Сэмюэла Адамса играть более значительную роль в провинциальной политике. Хатчинсон частным образом поддерживал призывы к отмене акта, но его нежелание публично выступить против него давало дополнительные козыри его противникам.

## Губернатор Массачусетса

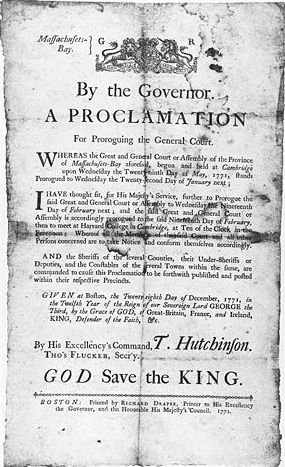
Прокламация Хатчинсона, 1771

Из-за разногласий по поводу Гербового акта радикальная фракция в 1766 году контролировала как собрание, так и губернаторский совет, а Хатчинсон был лишен места в совете. На фоне растущего напряжения после принятия в 1767 году Актов Тауншенда губернатор Бернард запросил и получил войска для защиты чиновников короны. Письма, написанные Бернардом и описывавшие ситуацию в провинции, были перехвачены радикальной оппозицией и опубликованы, что привело к его отставке. Бернард отправился в Англию 1 августа 1769 года, оставив Хатчинсона исполняющим обязанности губернатора. Хатчинсон не смог дистанцироваться от непопулярной администрации Бернарда, и его продолжали атаковать в собрании и местной прессе. Несмотря на это, он продолжал лоббировать свое официальное назначение на пост губернатора. Он категорически отказался вновь быть заместителем губернатора при новом губернаторе>.
Хатчинсон по-прежнему исполнял обязанности губернатора, когда 5 марта 1770 года случилась бостонская резня. Хатчинсон публично пообещал, что виновные понесут наказание. На следующий день он вызвал британских солдат, участвовавших в инциденте, но продолжавшиеся беспорядки в городе заставили его потребовать вывода британских войск из города в форт Уильям. Хатчинсон смог отложить судебное разбирательство почти на 6 месяцев, чтобы позволить накалу спасть. Солдаты в конечном итоге были судимы, а двое осуждены за непредумышленное убийство, хотя их приговоры были смягчены. Этот эпизод потряс уверенность Хатчинсона в своих способностях управлять делами в провинции, и он написал прошение об отставке. 
В марте 1771 года Хатчинсон, с подачи Бернарда, был назначен губернатором, одновременно в Лондон шло его прошение об отставке. В итоге колониальный секретарь лорд Хиллсборо отверг его прошение. Инструкции, выданные Хатчинсону как новому губернатору, были довольно строгими и оставили ему относительно мало места для политических маневров. Они включали ограничения полномочий совета и собрания.
Одна из инструкций, выданных Хатчинсону,  заключалась в том, чтобы переместить провинциальное собрание из Бостона в Кембридж, где она была бы менее подвержена влиянию радикалов Бостона. Эта инициатива вызвала жалобы на губернаторский произвол. Противники губернатора обвинили его в попытке утвердить главенство исполнительной ветви власти. Радикалы были еще более возмущены, когда Хатчинсон объявил в 1772 году, что его жалование, размер которого ранее утверждался собранием, теперь будет определяться короной. Это было расценено радикалами как узурпация еще одного полномочия собрания. 
"Людям не нравился Томас Хатчинсон", - писал о нем американский историк Эдмунд Морган в книге "Рождение республики, 1763-89" (1956). — "Им не нравился ни его длинный нос, ни его длинное лицо, ни длинный список должностей, которые он занимал".

### Бостонское чаепитие
Накал страстей в Массачусетсе достиг апогея в 1772 году, когда Хатчинсон в своем выступлении перед собранием заявил, что колония полностью подчинена парламенту. Собрание, в лице Джона Адамса, Сэмюэла Адамса и Джозефа Хоули, возразило, что колониальная хартия предоставила Массачусетсу автономию. Бенджамин Франклин в это время получил доступ к письмам Хатчинсона в Лондон, в которых он якобы ввел в заблуждение парламент о положении дел в провинции. Франклин, опасаясь массовых выступлений, просил Томаса Кушинга, докладчика Массачусетского собрания, в декабре 1772 года не публиковались эти письма. Однако письма попали в руки Сэмюэла Адамса, который их опубликовал и вызвал тем самым волну гнева в отношении Хатчинсона. В Филадельфии толпа даже сожгла чучело Хатчинсона.
Массачусетс направил ходатайство в Совет по торговле, требовавшее снятия Хатчинсона с должности, а Хатчинсон попросил разрешения приехать в Англию, чтобы защитить себя от обвинений. Оба прошения пришли в Лондон лишь в начале 1774 года.

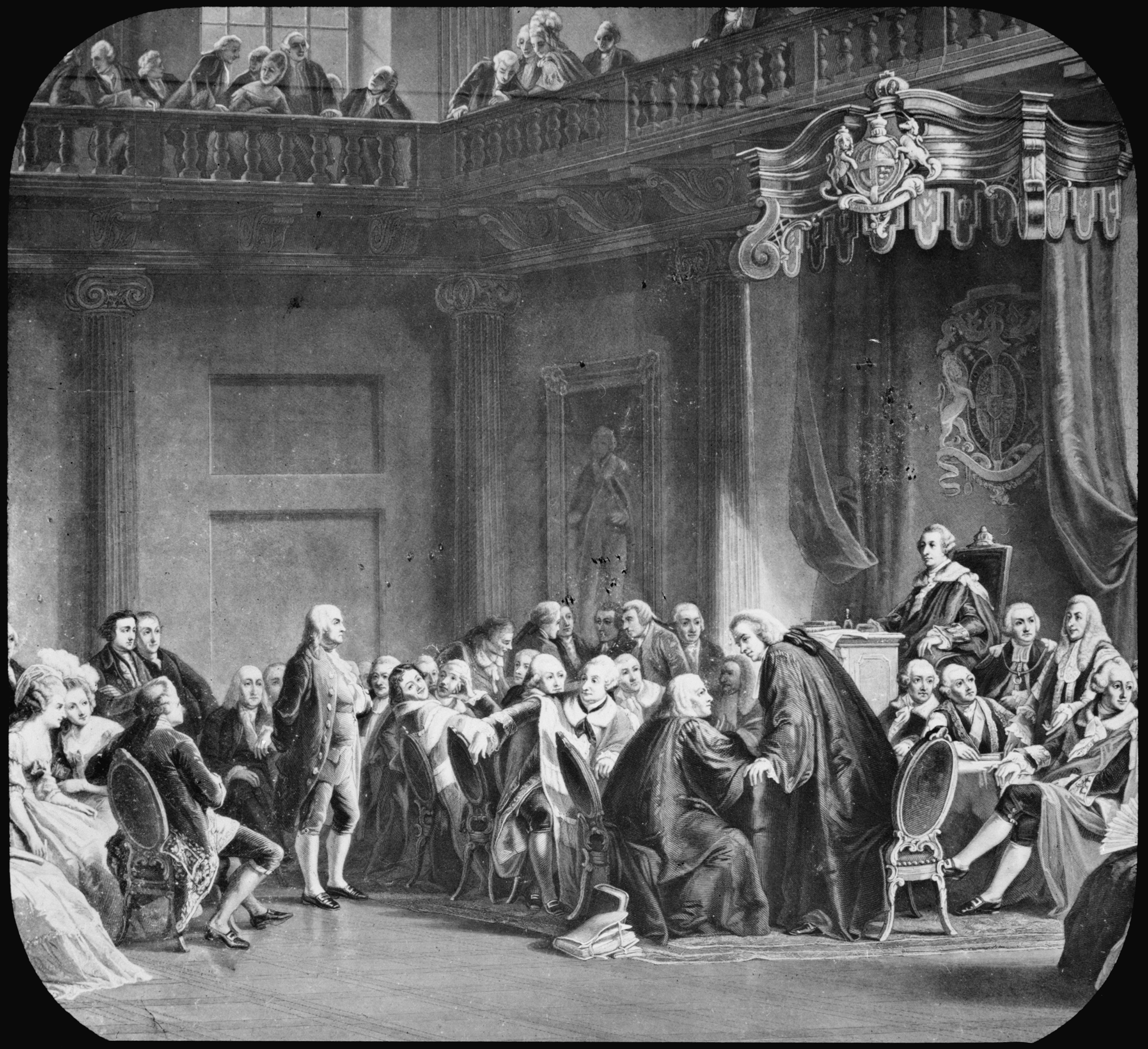
Бенджамин Франклин на заседании Тайного совета в 1774 году

Тем временем парламент отменил большинство Актов Тауншенда (оставив только налог на чай) и принял Чайный акт, который разрешил Британской Ост-Индской компании поставлять чай непосредственно в колонии, исключая колониальных торговцев из своей цепочки поставок, чтобы навредить контрабандным поставкам голландского чая. Это привело к тому, что колониальные торговцы во всех североамериканских колониях организовали оппозицию поставкам чая из Англии. Прибывшие корабли с чаем вызвали массовые демонстрации в Бостоне, вооруженные демонстранты патрулировали доки, чтобы гарантировать, что чай не будет выгружен. 16 декабря протестующие пробрались на корабли в ту ночь и выбросили чай в воду. 
Хатчинсон оказался в двусмысленной ситуации. Противники короны обвиняли его в потворстве причиняющему вред провинции закону, а критики в Лондоне - в том, что он не вызвал войска в Бостон. После того, как стало известно, что другие чайные корабли, отправленные в Северную Америку, вернулись обратно, Хатчинсон продолжал оправдывать свои действия в письмах в Англию, ожидая слушаний по этому вопросу.
Когда Совет по торговли собрался, чтобы рассмотреть ходатайство собрания Массачусетса о том, чтобы уволить Хатчинсона, он также обсудил и Бостонское чаепитие. Франклин как колониальный агент был вынужден выслушать гнев членов совета. Ходатайство собрания было отклонено как необоснованное, но была удовлетворена просьба Хатчинсона об отпуске. В мае 1774 года генерал Томас Гейдж прибыл в Бостон, чтобы стать губернатором. Хатчинсон же, полагая, что он только временно покидает Массачусетс, отбыл в Англию 1 июня 1774 года.

## Изгнание и смерть
По прибытии в Лондон Хатчинсон получил аудиенцию у короля, который расспрашивал его о делах в Северной Америке, его также хорошо принял премьер-министр Фредерик Норт.
В апреле 1775 года, в условиях начавшейся войны за независимость США, особняк Хатчинсона в Милтоне был захвачен для использования в качестве армейских казарм, а большая часть его переписки попала в руки мятежников. По мере развития войны Хатчинсон подвергался критике со стороны вигов в парламенте. 4 июля 1776 года Хатчинсон был удостоен почетной докторской степени Оксфордского университета. В это время все имущество Хатчинсона в Массачусетсе было захвачены и распродано; его дом в Милтоне в конечном итоге был куплен Джеймсом и Мерси Отисами (последняя была сестрой его давнего врага Джеймса Отиса-младшего).
Разочарованный своим изгнанием и скорбя о потере дочери Пегги в 1777 году, Хатчинсон продолжал работать над своей книгой по историей колонии. Два тома были опубликованы при его жизни: первый в 1764 году, второй в 1767 году. Третий том был опубликован посмертно и включал период его собственного правления в Массачусетсе. Он перенес инсульт и умер в Бромптоне, в западном Лондоне, 3 июня 1780 года, в возрасте 68 лет.

## Публикации
- Hutchinson, Thomas. The History of the Colony of Massachusett's Bay: From the First Settlement Thereof in 1628, until its Incorporation with the Colony of Plimouth Province, Province of Main etc., by the Charter of King William and Queen Mary in 1691 (англ.). — Boston: Thomas and John Fleet, 1764.
- Hutchinson, Thomas. The History of the Province of Massachusetts-Bay: From the Charter of King William and Queen Mary in 1691, Until the Year 1750 (англ.). — Boston: Thomas and John Fleet, 1767.
- Hutchinson, Thomas; Hutchinson, John (ed). The History of the Province of Massachusetts Bay: From 1749 to 1774, Comprising a Detailed Narrative of the Origin and Early Stages of the American Revolution (англ.). — London: John Murray, 1828.
- Hutchinson, Thomas. Strictures Upon the Declaration (неопр.). — London: self-published, 1776.